# Тукан (съзвездие)
Тукан е южно съзвездие, въведено в края на 16 век и по-късно публикувано в „Уранометрия“-та на Йохан Байер през 1603 г.